# 阿沃萊達斯
阿沃萊達斯是哥倫比亞的城鎮，位於該國東北部，由北桑坦德省負責管轄，始建於1756年，面積449平方公里，海拔高度928米，2005年人口8,589，人口密度每平方公里19.13人。

## 外部連結
- （西班牙文） Government of Norte de Santander - Arboledas
- （西班牙文） Arboledas official website

7°40′N 72°45′W / 7.667°N 72.750°W